# Urumqi Greentown Square Tower A
L'Urumqi Greentown Square Tower A est un gratte-ciel en construction à Ürümqi en Chine. Il s'élèvera à 270 mètres. Son achèvement est prévu pour 2019. 
CTBUH